# The Idolmaker
The Idolmaker es un drama musical estadounidense de 1980, protagonizado por Ray Sharkey, Peter Gallagher, Paul Land, Tovah Feldshuh y Joe Pantoliano.
La película es una adaptación libre de la vida del promotor y productor musical Bob Marcucci, quien descubrió a Frankie Avalon y Fabian Forte, entre otros.
Dirigida por el cineasta ganador del Premio Óscar Taylor Hackford y con guion de Edward Di Lorenzo, The Idolmaker supuso el debut cinematográfico de Peter Gallagher, Joe Pantoliano y Paul Land. Bob Marcucci actuó como asesor técnico de la producción.

## Reparto
- Ray Sharkey como Vincent "Vinnie" Vaccari
- Peter Gallagher como Guido / Caesare
- Tovah Feldshuh como Brenda Roberts
- Joe Pantoliano como Gino "GG" Pilato
- Paul Land como Tomaso "Tommy Dee" DeLorusso
- Maureen McCormick como Ellen Fields
- John Aprea como Pani Vaccari

## Producción
Marcucci presentó la idea de la película al productor Gene Kirkwood. En el guion original, los cantantes eran retratados de manera más comprensiva, mientras que el productor aparecía con un perfil menos favorable.

## Estreno
La película fue estrenada el 4 de noviembre de 1980 en Estados Unidos.

### Medios domésticos
El 27 de agosto de 2013, Shout! Factory lanzó The Idolmaker en formato Blu-ray.

## Demanda judicial
Fabian Forte presentó una demanda por 64 millones de dólares contra la película, alegando difamación e invasión de la privacidad.

## Planes para un remake
En 2014, Variety informó que se preparaba una nueva versión de la película, con Craig Brewer como director y Justin Timberlake como productor, junto con los productores originales Hawk Koch y Gene Kirkwood. Sin embargo, la nueva versión nunca se materializó.